# ヴァリグ・ブラジル航空810便墜落事故
ヴァリグ・ブラジル航空810便墜落事故（ヴァリグ・ブラジルこうくう810びんついらくじこ）は、1962年11月27日に発生した航空事故である。ヴァリグ・ブラジル航空のボーイング707-441がホルヘ・チャベス国際空港の南東25km地点に墜落し、乗員乗客97人全員が死亡した。ペルーで発生した航空事故としては当時死者数が最多であった。

## 飛行の詳細

### 事故機
事故機のボーイング707-441（機体記号:PP-VJB）は製造番号17906として製造され、1960年に初飛行した。エンジンはロールス・ロイス コンウェイ 508を搭載しており、総飛行時間は6,326時間であった。また、耐空証明書は1962年9月12日に発行され、1963年5月22日に失効する予定であった。

### 乗員
乗員は17人で、その内8人が運航乗務員であった。乗組員は2人のスチュワーデスを除き、全員ブラジル国籍であった。

## 事故の経緯
810便は3時43分（UTC）にリオを出発し、乗客80人、乗員17人を乗せてリマに向かう途中であった。810便は4時30分にピラスヌンガ、5時24分にカンポ・グランデ、5時48分にコルンバ、6時30分にサンタ・クルス・デ・ラ・シエラ、6時52分にコチャバンバ、7時15分にチャラーニャ、8時13分にピスコを通過した。パイロットは高度36,000フィート（11,000m）を飛行中の8時09分にリマの航空管制とコンタクトを取り、8時13分にピスコを通過し8時36分にリマ空港に到着すると報告した。降下の許可を求める際、管制官は810便と同じく8時13分にピスコを通過するダグラスDC-6の存在を伝えたが、そのDC-6は高度13,500フィート（4,100m）を飛行していた。ピスコを通過して1分後の8時14分に810便は降下を開始し、8時19分に高度26,000フィートにいることを報告した。
その後まもなく同機は滑走路33へ直線で進入する許可を受けた。8時24分、810便は管制官に高度15,000フィート（4,600m）を飛行中であることを報告したが、同機は降下中で、8時30分には高度12,000フィート（3,700m）に達し、ラスパルマスの上空を飛行していた。この高度は滑走路33へ直線的にアプローチするには高すぎるため、管制官はアプローチのためにラスパルマス上空で360度旋回して高度を下げ、旋回が完了したら再度報告するよう指示した。810便は降下を続け、330度の方向からわずかに右旋回し、空港の東を通過した後、左旋回して空港の上空を通過した。
その後810便は南下し、ILSコースから手順を開始するためにラスパルマスの西を通過した後、180度旋回し、327度の方向のILSのバックコースに達した。北へ旋回するまでの約3分間は標準的なインターセプトコースに留まっていた。ILSのアプローチコースから8マイル東のラズ・クルーズ・ピークに墜落した時点で810便はは333度の方位にいた。管制官との通信は8時37分に途絶え、8時55分に緊急事態が宣言された。
810便の残骸は18時00分にペルー空軍によって発見された。墜落の衝撃と爆発で機体は完全に破壊されており、乗員乗客97人全員が死亡した。事故発生時の視界は14kmであったと報告されている。

## 事故調査
墜落まで機体は正常に飛行していたことが確認された。墜落時、エンジンはアプローチパワーで作動していた。事故原因は確定できなかったが、いくつかの説が挙げられた。ピスコ-リマ間の113マイルの飛行時間が810便では23分と計画されていたが、実際には他の航空会社の平均飛行時間は約16分であった。この余分な7分はリマ到着時に高度が高すぎることへつながった。データ解析の結果、パイロットがリマタンボの無指向性無線ビーコンをLIM 335の無線ビーコンと勘違いして認識した可能性があることが判明した。また、航法装置が不正確な情報を表示していた可能性、あるいは自動方向探知機の故障でILSが機能していないとパイロットが思い込んでいた可能性もあった。

事故原因は次のように推定されている。
リマ・カジャオ空港のILSバックコースに沿った計器進入のために定められたコースから原因不明の逸脱をしたこと。